# Citadis
Citadis (рус. Ситади) — семейство сочленённых низкопольных трамваев, выпускаемых французской фирмой Alstom в Ла-Рошели и Барселоне. Серийное производство началось в 1999 году. Трамваи эксплуатируются в основном во Франции и Испании, а также в других странах на всех континентах.

## Модели
Семейство Citadis включает как трамваи с полностью низким полом, так и трамваи с низким полом на 70 % длины трамвая. Трамваи бывают трёх- пяти- и семисекционными. Выпускается модификация Regio-Citadis. Эти трамваи, имеющие на 70 % низкий пол, могут использоваться на трассах обыкновенных железных дорог в соответствии с концепцией трамвай-поезд. Такие трамваи используются в Касселе и Гааге.
Существуют также трамваи Citadis, могущие использовать различные источники энергии, например дизель / 600 В DC, 600 В DC / 1,5 кВ 16 Гц или 600 В DC / биодизель / дизель. Таким образом трамваи могут в городе использовать трамвайное напряжение (600 В DC), а на железнодорожных линиях — железнодорожное 1,5 кВ 16 Гц, а трамваи с дизельной или биодизельной установкой могут ходить и по неэлектрифицированным участкам железных дорог.
Модели:
- Citadis 202 — 3-секционный трамвай с полностью низким полом (Мельбурн)
- Citadis 301 — 3-секционный трамвай с полом, низким на 70 % (Орлеан, Дублин)
- Citadis 301 CIS — 3-секционный односторонний трамвай с полностью низким полом для русской колеи (Санкт-Петербург, Москва)
- Citadis 302 — 5-секционный трамвай с полностью низким полом (Лион, Бордо, Иль-де-Франс на линии Т2, Валенсьен, Роттердам, Иерусалим)
- Citadis 401 — 5-секционный трамвай с полом, низким на 70 % (Монпелье и Дублин)
- Citadis 402 — 7-секционный трамвай с полностью низким полом (Бордо, Гренобль, Париж на линии Т3)
- Citadis 403 — 7-секционный трамвай с несколько изменённой конструкцией ходовой части (Страсбург)
- Citadis 405 — 7-секционный трамвай с абсолютно низким полом (Ницца)
- Citadis X-04 — 3-секционный трамвай с абсолютно низким полом (для Центральной и Восточной Европы)
- Citadis 502 —  Дублин
- Citadis Compact —  Обань
- Citadis Dualis — 4-секционный трамвай (Лион, Нант)
- Citadis Regio — 3-секционный трамвай (Гаага)
- Citadis Spirit — (Оттава)
- Cital Citadis — 7-секционный трамвай (Сиди-Бель-Аббес, Сетиф, Уаргла)

Дизайн трамвая определяется заказчиком, поэтому в разных городах трамваи одной модели могут выглядеть по-разному. По желанию заказчика также могут быть внесены изменения в конструкцию трамвая. Так, трамваи для Бордо были оборудованы устройством для нижнего токосъёма, а трамваи для Иерусалима имеют пуленепробиваемые стёкла, а все части двигателя скрыты в кожухе вагона, чтобы в них нельзя было спрятать взрывные устройства.

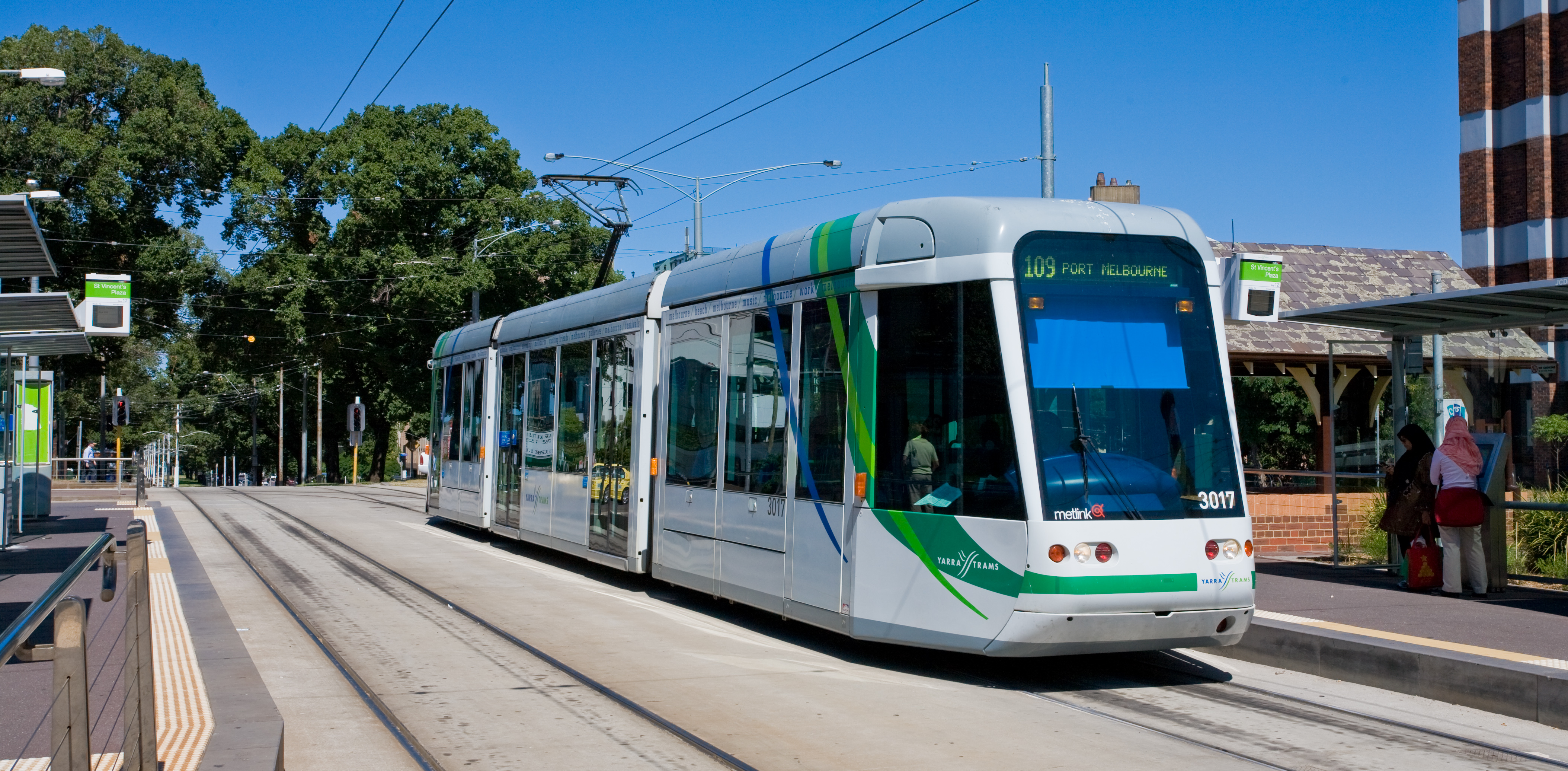
Citadis 202  в Мельбурне
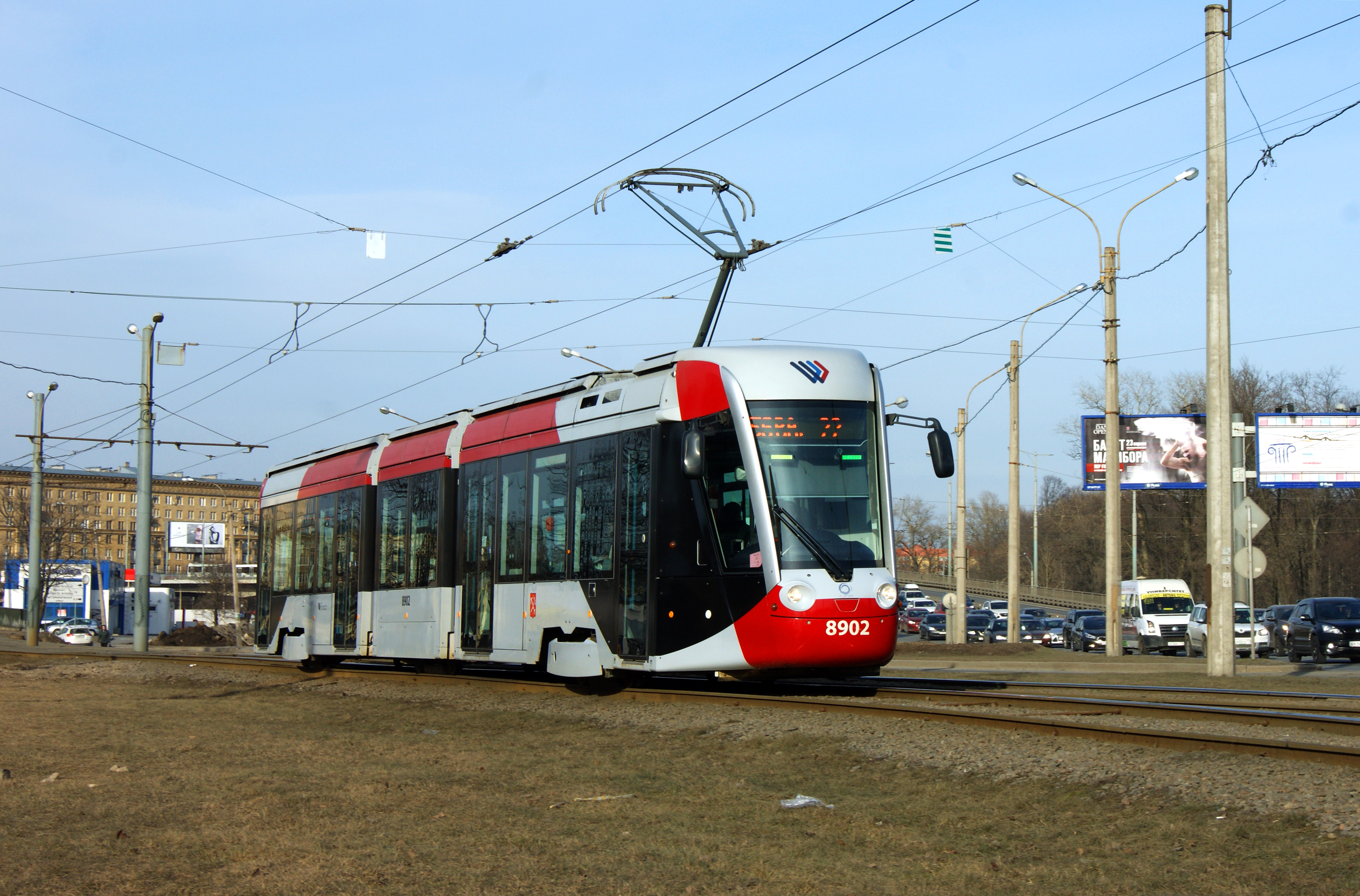
Citadis 301 CIS  в Санкт-Петербурге
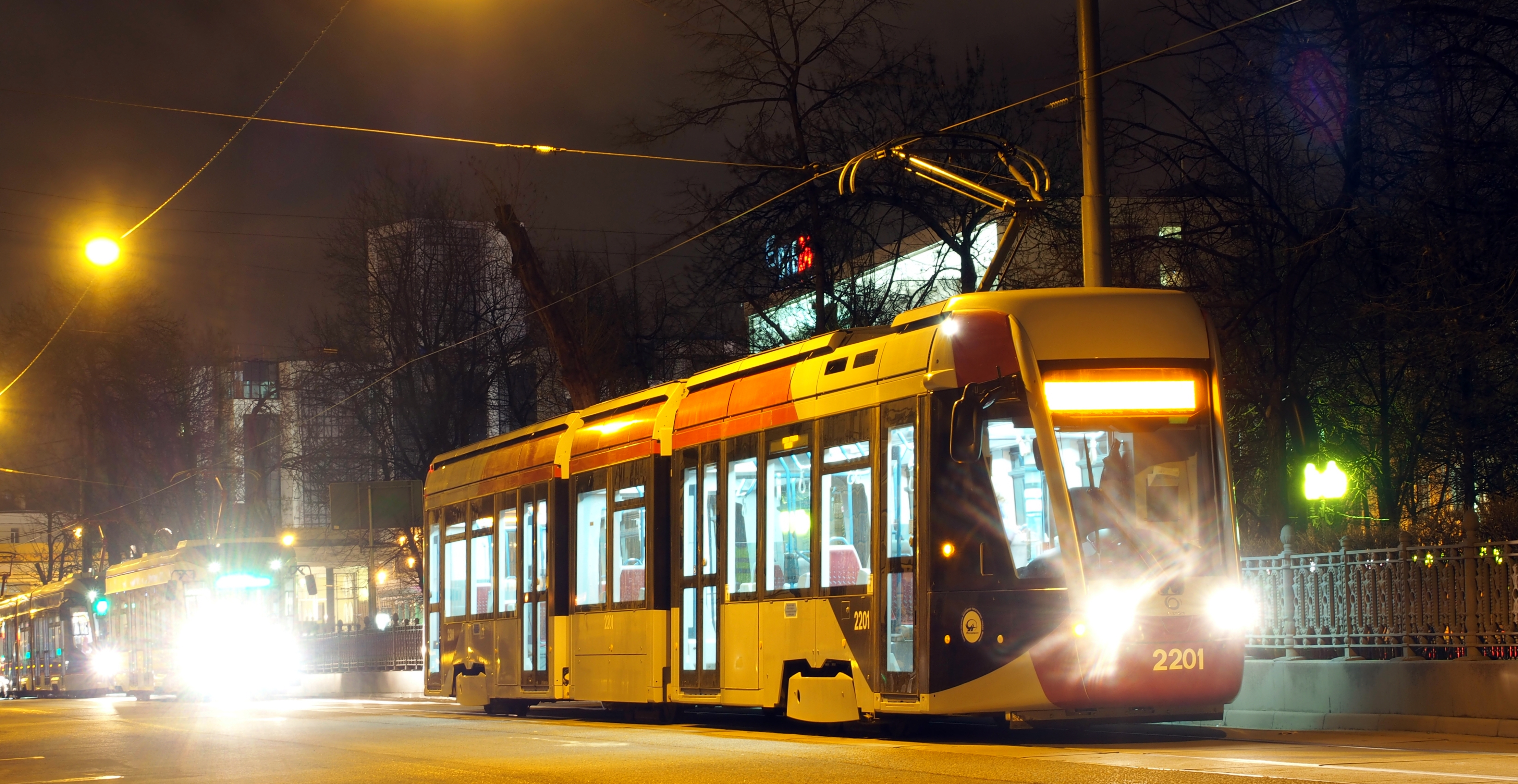
Citadis 301 CIS  в Москве
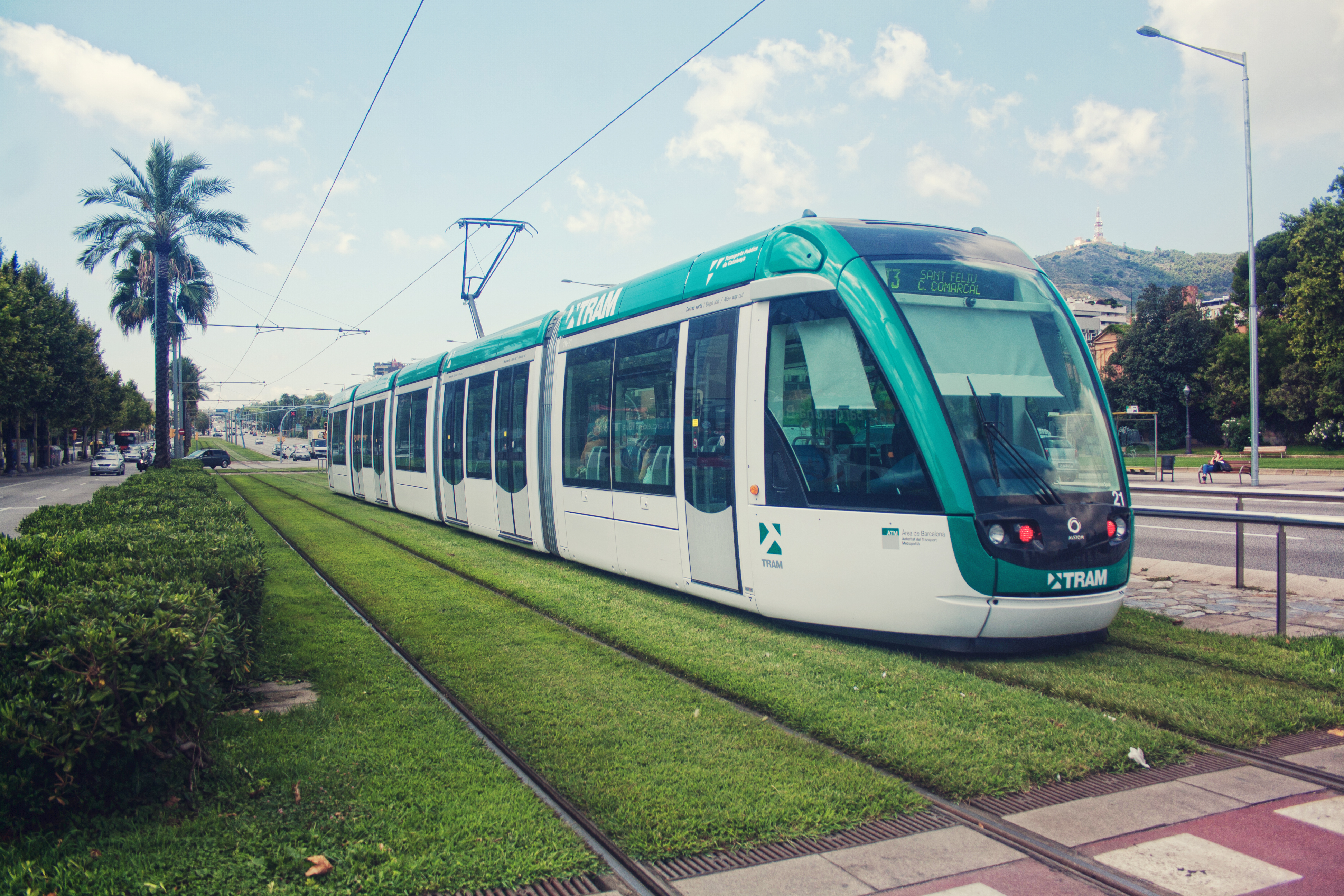
Citadis 302  в Барселоне
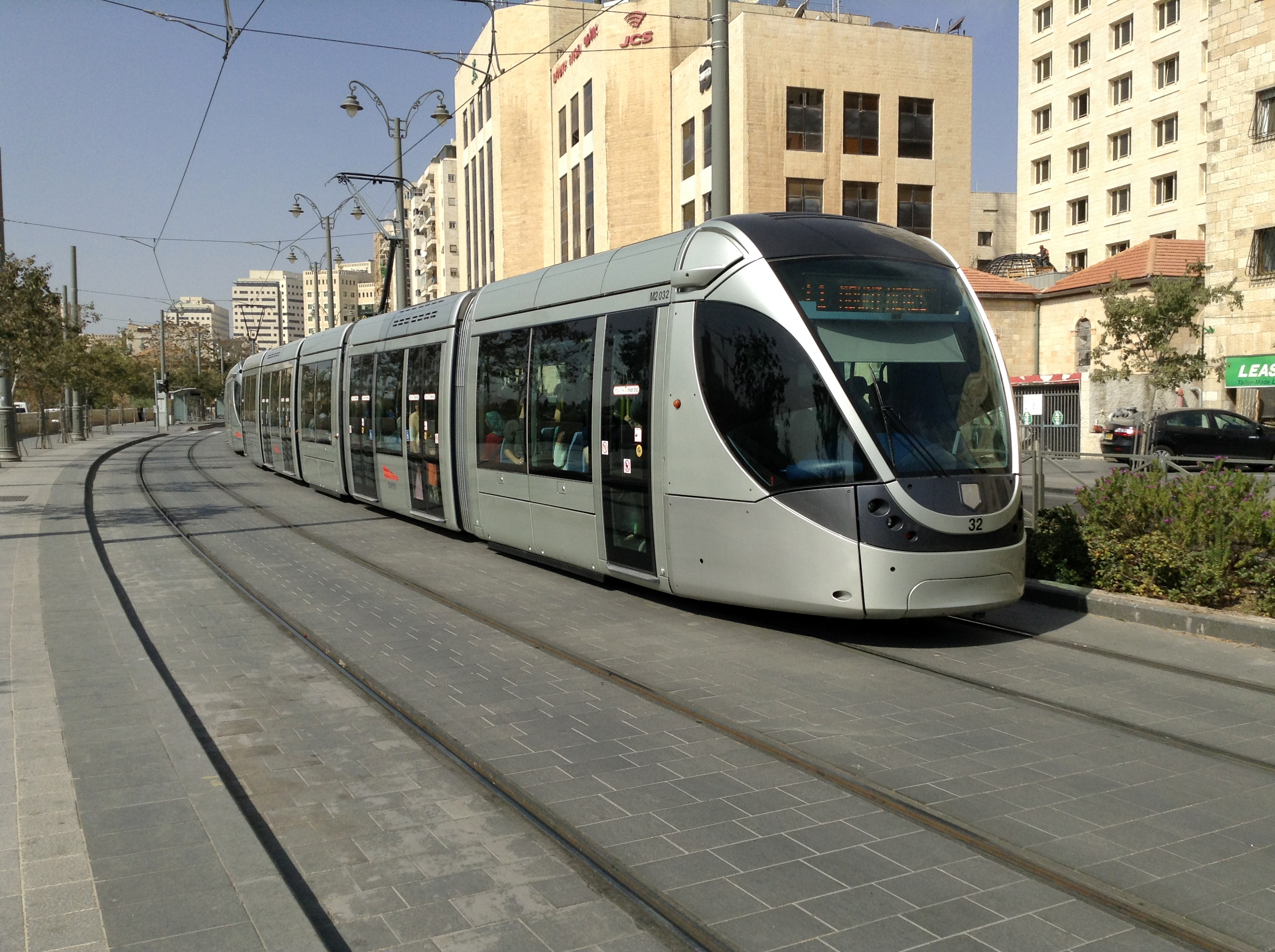
Citadis 302  в Иерусалиме
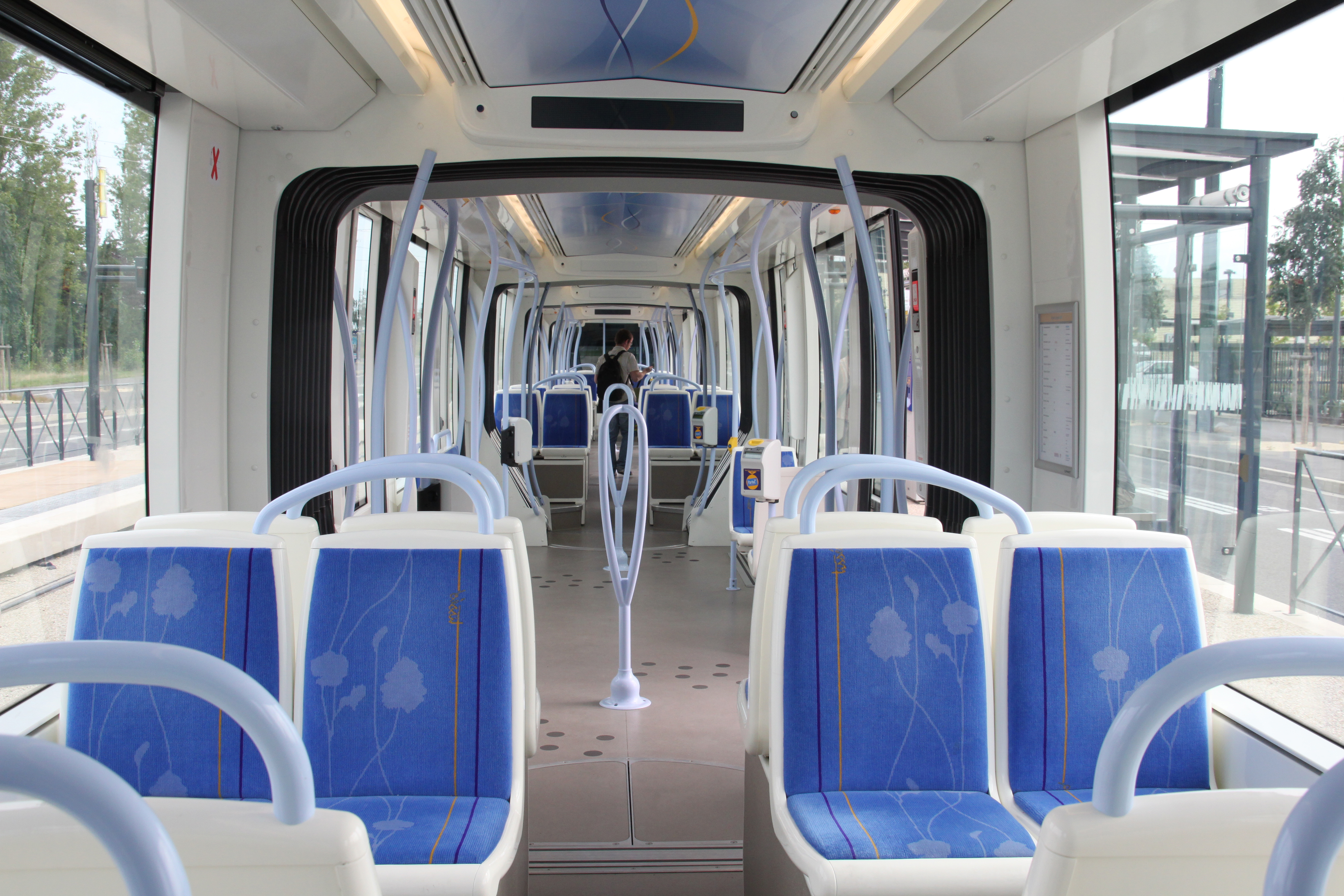
Интерьер Citadis 302  в Тулузе
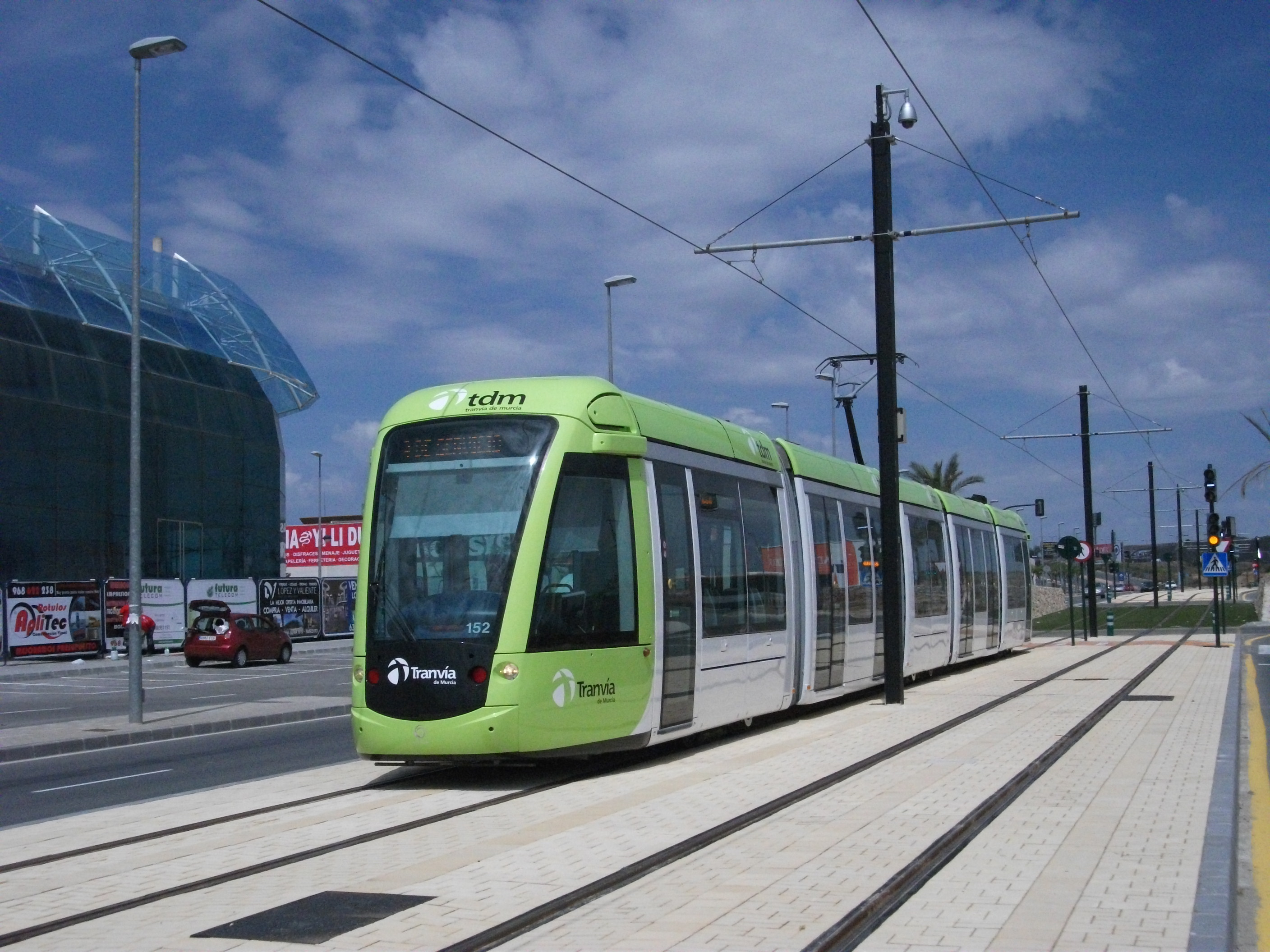
Citadis 302  в Мурсии, Испания
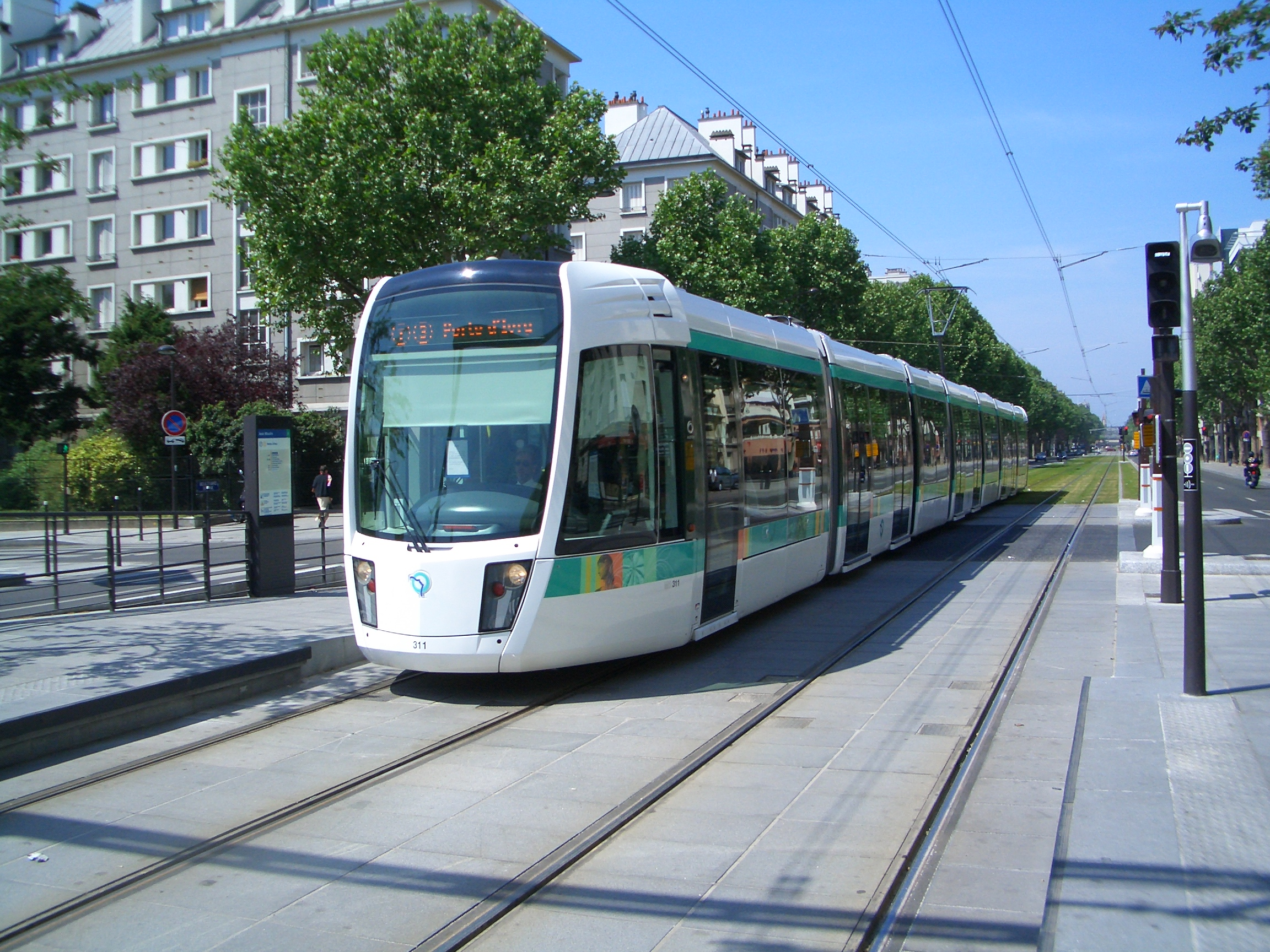
Citadis 402  в Париже